# Коне, Мусса (футболист, 1996)
Мусса Коне (англ. Moussa Koné; род. 30 декабря 1996, Сенегал) — сенегальский футболист, нападающий австрийского клуба ЛАСК, выступающий на правах аренды за словацкий ДАК 1904.

## Клубная карьера
Коне начал заниматься футболом на родине, где начал выступать за «Дакар Сакр-Кур». В 2016 году игрок подписал контракт с швейцарским клубом «Цюрих». 20 февраля в матче против «Лугано» он дебютировал в швейцарской Суперлиге. По итогам сезона клуб вылетел в Челлендж-лигу, но игрок остался в команде. 27 августа в поединке против «Шаффхаузена» Мусса забил свой первый гол за «Цюрих». По итогам сезона он забил 16 мячей, став лучшим бомбардиром команды и помог ей вернуться в элиту. 
В начале 2018 года Коне перешёл в дрезденское «Динамо». 4 февраля в матче против «Бохума» он дебютировал во Второй Бундеслиге. В этом же поединке Мусса забил свой первый гол за «Динамо». 
В начале 2020 году Коне подписал контракт с французским «Нимом». Сумма трансфера составила 3 млн. евро. 8 февраля в матче против «Ниццы» он дебютировал в Лиге 1. В этом же поединке Мусса забил свой первый гол за «Ним». В 2021 году клуб вылетел в Лигу 2, но игрок остался в команде. Летом 2023 году Коне перешёл в австрийский ЛАСК. 21 июля в матче Кубка Австрии против «Рётиса» он дебютировал за основной состав. В этом же поединке Мусса сделал «дубль», забив свой первый гол за ЛАСК. 28 июля в матче против венского «Рапида» он дебютировал в австрийской Бундеслиге. 
15 февраля 2024 года на правах аренды до конца сезона перешёл в словацкий ДАК 1904. Дебютировал 18 февраля в матче против трнавского «Спартака».

## Международная карьера
В 2015 году в составе молодёжной сборной Сенегала Коне принял участие в молодёжном чемпионате мира в Новой Зеландии. На турнире он сыграл в матчах против команд Португалии, Колумбии, Катара, Украины, Узбекистана и Бразилии. В поединке против катарцев Мусса забил гол.